# Бањица (Качаник)
Бањица (алб. Bajnicë) је насеље у општини Качаник, Косово и Метохија, Република Србија.

## Становништво
| Демографија | Демографија | Демографија |
| Година      | Становника  | Становника  |
| ----------- | ----------- | ----------- |
| 1948.       | 233         |             |
| 1953.       | 252         |             |
| 1961.       | 263         |             |
| 1971.       | 327         |             |
| 1981.       | 362         |             |
| 1991.       | 438         |             |